# خوش‌نوای نوک‌زرد
خوش‌نوای نوک‌زرد (نام علمی: Gerygone chrysogaster) نام یک گونه از سرده خوش‌نوا است.